# Вонрат, Сахапхап
Сахапхап Вонрат (тайск. สหภาพ วงศ์ราษฎร์; род. 22 июля 1998 года), также известный как Микс (тайск. มิกซ์) или Mixxiw (тайск. มิกซ์ซิว) — тайский актер, модель, певец и бывший участник бойз-бэнда Cute Chef Thailand. Он известен своей главной ролью Тиана в лакорне канала GMMTV «Сказка о тысяче звезд» (2021) и ролью Муанг Нана в лакорне «Рыба на небе» (2021).

## Ранняя жизнь и образование
Сахапхап Вонрат родился 22 июля 1998 года в провинции Лампанг, Таиланд. Он окончил школу Буньяват Виттхаялай и получил аттестат о среднем образовании. Он может говорить на северном тайском диалекте или на каммуанге (тайск. กำเมือง), но в лакорне «Сказка о тысяче звезд» он сыграл главную роль мальчика из центрального Таиланда, поэтому ему пришлось говорить со стандартным тайским акцентом. Благодаря его известности и репутации выходца из северных районов, свободно говорящего на северном диалекте, средства массовой информации часто просят его говорить на своем диалекте во время шоу или интервью.
Микс открыто поддерживает ЛГБТ-сообщество и права ЛГБТ, включая движение за легализацию однополых браков в Таиланде.
В настоящее время Микс учится на пятом курсе ветеринарного факультета Чулалонгкорнского университета. Он пришел в индустрию развлечений Таиланда, когда был выбран для участия в шоу Chula Cute Boy и принял участие в параде традиционного футбольного матча Чула-Таммасат, во время которого он нес флаг университета.

## Карьера

### Официальный дебют
Микс дебютировал в 2018 году, когда начал публично появляться в телевизионных шоу. Он дебютировал в 2019 году в качестве актера на канале GMMTV. Он был участником бойз-бэнда под названием Cute Chef Thailand, а их дебютный альбом назывался Haguttokyuukyuu (тайск. มะงึก ๆ อุ๋ง ๆ). В декабре 2012 года он представил линию товаров под названием XIW. Он также снялся в коллаборации Star Wars x Pandora. Кроме того, он стал эндорсером некоторых международных брендов (Lazada, Food Panda и Burger King). В своем интервью онлайн-шоу GMMTV «Arm Share» в эпизоде, посвященном «Обмену информацией по уходу за кожей», помимо того, что он рассказал о процедурах ухода за кожей и продуктах, которые он использует, он также поделился своим другим ником - @mixxiw, который дополняет его имя MIX, повернутое на 180°, чтобы стать XIW, или «Mixxiw», что служит названием его торговой линии.

### Актёрская карьера
Имя Микса стало более популярным в Таиланде и во всем мире, когда он сыграл главную драматическую роль в популярном тайском BL (Boys Love) лакорне «Сказка о тысяче звезд» в роли Тиана, богатого человека, ставшего учителем-волонтером в Пха Пун Дао, вместе с Пирапатом Ваттханасетсири (Эрт), который сыграл роль капитана лесной охраны Пхупха. Он получил положительные отзывы за роль Тиана, что привело к росту его популярности и открыло перед ним больше возможностей. А из-за того, что он и Пирапат идеально подходили друг другу как пара в сериале, их фэндом назвал их «EarthMix», что происходит от их имен.
Он сыграл роль "Муанга Нана", добросердечного, красивого студента второго курса факультета смежных медицинских наук, в еще одном популярном тайском BL-лакорне «Рыба на небе», где он снялся вместе с Пхувином Тангсакюеном, Наравитом Лертраткосумом (Понд), Траем Нимтаватом (Нео) и Танавином Тирапхосуканом (Луи). 26 июня 2021 года он провел свою первую в истории цифровую фан-встречу под названием Earth Mix: Love at First Live Fan Meeting вместе со своим экранным партнером Эртом Пирапатом. Он также участвовал в фан-митинге Fish upon the Sky Live: A Sky full of Fish вместе со своими коллегами по лакорну.
В июле 2023 года Микс поделился, что берет небольшой перерыв в актерской карьере, чтобы сосредоточиться на завершении своего обучения ветеринарии.

## Дискография
| Год  | Название песни                 | Романизация и английский язык                               | Арист(ы)                                                                                        | Альбом                         | Ист.   |
| ---- | ------------------------------ | ----------------------------------------------------------- | ----------------------------------------------------------------------------------------------- | ------------------------------ | ------ |
| 2018 | «มะงึง ๆ อุ๋ง ๆ»                  | Ma Ngung Ngung Ung Ung                                      | Cute Chef Thailand                                                                              |                                | [ 7 ]  |
| 2021 | «คนแบบไหน»                     | Kon Baeb Nai (What type [of a person you are looking for?]) | Микс Сахапхап                                                                                   | Рыба на небе OST               | [ 9 ]  |
| 2021 | «นิทานพันดาว (เธียร Version)»     | A Tale of Thousand Stars (Tian Version)                     | Микс Сахапхап                                                                                   | Сказка о тысяче звезд OST      | [ 10 ] |
| 2022 | «เพิ่งรู้»                         | Never Knew                                                  | Микс Сахапхап, Эрт Пирапат                                                                      | Последнее желание купидона OST | [ 11 ] |
| 2022 | «ไม่ไกลหัวใจ»                    | Closer                                                      | Микс Сахапхап, Эрт Пирапат                                                                      | Последнее желание купидона OST | [ 12 ] |
| 2023 | «The Moon Represents My Heart» |                                                             | Earth Pirapat, Mix Sahaphap, First Kanaphan, Khaotung Thanawat, Gemini Norawit, Fourth Nattawat | Лунная курочка OST             | [ 13 ] |
| 2023 | «ผาเคียงดาว»                    | No Matter What                                              | Микс Сахапхап, Эрт Пирапат                                                                      | Наше небо 2 OST                | [ 14 ] |

## Фильмография

### Телевидение
| Год  | Название                               | Романизация (Тайск.)                     | Роль                  | Примечания               | Ист.   |
| ---- | -------------------------------------- | ---------------------------------------- | --------------------- | ------------------------ | ------ |
| 2021 | Сказка о тысяче звезд                  | Ni Tan Pan Dao (นิทานพันดาว)               | Тиан (เธียร)           | Главная роль             | [ 15 ] |
| 2021 | Рыба на небе                           | Pla Bon Fah (ปลาบนฟ้า)                    | Муанг Нан (เมืองน่าน)   | Второстепенная роль      | [ 16 ] |
| 2021 | Безопасный дом                         | Ban Lab Cab (บ้านลับจับ)                    | Он сам                | Главный актёрский состав |        |
| 2021 | Hollywood Game Night Thailand Season 5 |                                          | Он сам                | Приглашенный актёр       | [ 17 ] |
| 2021 | Никогда не бывает поздно               |                                          | Он сам                | Приглашенный актёр       |        |
| 2022 | EMS EarthMix Space                     |                                          | Он сам                | Главный актёрский состав |        |
| 2022 | Безопасный дом Сезон 3                 |                                          | Он сам                | Главный актёрский состав |        |
| 2022 | Последнее желание купидона             | Phi-nai-kam Kam-ma-thep (พินัยกรรมกามเทพ)  | Савин Вародом / «Вин» | Главная роль             |        |
| 2022 | Наоборот                               | Rak Sa-lap Lok (รักสลับโลก)                | Veterinarian          | Второстепенная роль      |        |
| 2023 | Лунная курочка                         | Phra Chan Man Gai (พระจันทร์มันไก่)          | Wen                   | Главная роль             |        |
| 2023 | Наше небо 2                            |                                          | Tian Sopasitsakun     | Главная роль             |        |
| 2023 | Джунгли                                | Kem Rak Nak-la Ba Lap (เกมรัก นักล่า บาร์ลับ) | Хантер                | Главная роль             |        |
| 2023 | Только друзья                          | Phuean Tong Ham (เพื่อนต้องห้าม)             | Гость хостела         | Камео                    | [ 18 ] |
| 2024 | Любовь старичка (тайск.версия)         | Rak Ni Hai Nai (รักนี้ให้ "นาย")             | Мо                    | Главная роль             | [ 19 ] |

### Музыкальные видео
| Год  | Название песни                                      | Артист(ы)                                                                                       | Примечания                             | Ист.   |
| ---- | --------------------------------------------------- | ----------------------------------------------------------------------------------------------- | -------------------------------------- | ------ |
| 2021 | "นิทานพันดาว" (Ni Tan Pan Dao)                        | กัน นภัทร (Gun Napat)                                                                             | Сказка о тысяче звезд OST              | [ 20 ] |
| 2021 | "นิทานพันดาว" (Ni Tan Pan Dao) (Tian Ver.)            | Микс Сахапхап                                                                                   | Сказка о тысяче звезд OST              |        |
| 2021 | "สายตาโกหกไม่เป็น (Eyes Can't Lie)"                   | Эрт Пирапат                                                                                     | Сказка о тысяче звезд OST              |        |
| 2021 | "ครึ่งชีวิต (ทั้งจิตใจ)" (Khrueng Chiwit (Thang Chitchai)) | New Jiew (Napassorn Phuthornjai and Piyanut Sueajongpru)                                        | As Talay                               | [ 21 ] |
| 2022 | "เพิ่งรู้ (Never Knew)"                                 | Микс Сахапхап, Эрт Пирапат                                                                      | Cupid's Last Wish OST                  |        |
| 2022 | "ไม่ไกลหัวใจ (Closer)"                                | Микс Сахапхап, Эрт Пирапат                                                                      | Cupid's Last Wish OST                  |        |
| 2023 | "The Moon Represents My Heart"                      | Mix Sahaphap, Earth Pirapat, First Kanaphan, Khaotung Thanawat, Gemini Norawit, Fourth Nattawat | Midnight Series: Moonlight Chicken OST |        |
| 2023 | "ผาเคียงดาว (No Matter What)"                        | Микс Сахапхап, Эрт Пирапат                                                                      | Our Skyy 2 OST As Bartender            |        |

### Короткометражный фильм
| Year | Title                     | Romanized & English                                        | Role     | Notes    | Ист.   |
| ---- | ------------------------- | ---------------------------------------------------------- | -------- | -------- | ------ |
| 2021 | ครึ่งชีวิต (ทั้งจิตใจ) The Story | Kreung Chee Wit (Tang Jit Jai) "My Another Half" The Story | As Talay | New Jiew | [ 22 ] |

## Концерты
| Год  | Название                                                | Артист(ы)                                                                                             | Место проведения                                            | Ист. |
| ---- | ------------------------------------------------------- | --- | ----------------------------------------------------------- | ---- |
| 2021 | Earth-Mix Love At 1st Live Fan Meeting                  | Эрт Пирапат                                                                                           | Live Streaming                                              |      |
| 2021 | Fish Upon The Sky Live Fan Meeting 'A Sky Full of Fish' | Phuwin, Pond, Neo, Louis                                                                              | Live Streaming                                              |      |
| 2022 | GMMTV Fan Fest 2022                                     | Kirst, Tay, New, Bright, Win, Dew, Nani, Earth, Ohm, Nanon                                            | Pia Arena MM                                                |      |
| 2022 | Feel Fan Fun Camping Concert                            | Earth, Joong, Dunk, Pond, Phuwin                                                                      | Union Hall, 6F, Union Mall                                  |      |
| 2022 | EarthMix Wonderful Day in Vietnam                       | Эрт Пирапат                                                                                           | Hoa Binh Theatre, Ho Chi Minh City                          |      |
| 2023 | Moonlight Chicken Opening Night                         | Earth, First, Khaotung, Gemini, Fourth, Mark, View                                                    | Ballroom Hall 1-2, Queen Sirikit National Convention Center |      |
| 2023 | EarthMix 1st Fan Meeting In Taipei                      | Эрт Пирапат                                                                                           | DSpace元動展演空間                                          |      |
| 2023 | GMMTV FANDAY In Osaka                                   | Off, Gun, Earth, Perth, Chimon                                                                        | Dojima River Forum, Osaka                                   |      |
| 2023 | Moonlight Chicken Final EP. Fan Meeting                 | Earth, First, Khaotung, Gemini, Fourth, Mark, View                                                    | True Icon Hall, 7F, Icon Siam                               |      |
| 2023 | GMMTV FANDAY In Seoul                                   | Earth, Joong, Dunk                                                                                    | Guro-gu Community Center                                    |      |
| 2023 | EarthMix 1st Fan Meeting In Hong Kong                   | Эрт Пирапат                                                                                           | Rotunda 2, 3/F, KITEC                                       |      |
| 2023 | Love Out Loud (LOL) Fan Fest 2023: LOVOLUTION           | Earth, Jimmy, Sea, Force, Book, Ohm, Nanon, First, Khaotung, Joong, Dunk Pond, Phuwin, Gemini, Fourth | Royal Paragon, 5F, Siam Paragon                             |      |
| 2023 | EarthMix Fly to the Moon in Vietnam                     | Эрт Пирапат                                                                                           | The Adora Nguyễn Kiệm                                       |      |

## Награды и номинации
| Год | Награда                      | Категория                                  | Работа                                    | Результат | Ист.   |
| --- | ---------------------------- | ------------------------------------------ | ----------------------------------------- | --------- | ------ |
| 2021 | Thailand Master Youth        | Artists, Singers, Actors                   | Artists, Singers, Actors                  | Победа    | [ 23 ] |
| 2021 | 7th Maya Awards              | Лучшая пара (с Пирапатом Ваттханасетсири)  | Сказка о тысяче звезд                     | Номинация |        |
| 2021 | 1st Siam Series Awards       | Лучшая пара (с Пирапатом Ваттханасетсири)  | Сказка о тысяче звезд                     | Номинация |        |
| 2021 | 1st Siam Series Awards       | Лучшая сцена (с Пирапатом Ваттханасетсири) | Сказка о тысяче звезд                     | Номинация |        |
| 2021 | 1st Siam Series Awards       | Популярный новый актёр                     | Сказка о тысяче звезд                     | Номинация |        |
| 2021 | Howe Awards 2020             | Лучшая пара (с Пирапатом Ваттханасетсири)  | Лучшая пара (с Пирапатом Ваттханасетсири) | Победа    |        |
| 2021 | 3rd Zoomdara Awards          | Восходящий актёр                           | Сказка о тысяче звезд                     | Победа    |        |
| 2021 | 3rd Zoomdara Awards          | Лучшая пара (с Пирапатом Ваттханасетсири)  | Сказка о тысяче звезд                     | Номинация |        |
| 2021 | Kazz Awards                  | Num Wai Sai                                | Num Wai Sai                               | Номинация |        |
| 2022 | Maya Entertain Awards 2022   | Восходящая звезда среди мужчин             | Восходящая звезда среди мужчин            | Номинация |        |
| 2022 | Maya Entertain Awards 2022   | Лучшая пара (с Пирапатом Ваттханасетсири)  | Сказка о тысяче звезд                     | Номинация |        |
| 2022 | Kazz Awards 2022             | Лучшая пара (с Пирапатом Ваттханасетсири)  | Сказка о тысяче звезд                     | Номинация |        |
| 2022 | Kazz Awards 2022             | Num Wai Sai                                | Num Wai Sai                               | Победа    |        |
| 2022 | Kazz Awards 2022             | Rising male actor                          | Сказка о тысяче звезд                     | Номинация |        |
| 2022 | Line Sticker Thailand Awards | Лучшая пара (с Пирапатом Ваттханасетсири)  | Сказка о тысяче звезд                     | Победа    |        |
| 2023 | ContentAsia Awards           | Best Asian LGBTQ+ Programme                | Лунная курочка                            | Победа    | [ 24 ] |
| Примечания: в случае, когда графы «Категория» и «Работа» объединены означает лишь то, что награда присуждается непосредственно самому Сахапхапу. |                              |                                            |                                           |           |        |